# 佩德罗拉
佩德罗拉，是西班牙阿拉贡自治区萨拉戈萨省的一个市镇。 总面积114平方公里，总人口2812人（2001年），人口密度25人/平方公里。